# 姜明吾
姜明吾（1961年11月12日—），艺术指导，社会活动家。

## 生平
1961年出生于中国西安，1975年参加工作，先后从事过演员、编剧、导演、制片、编辑、理论研究、项目策划、大型活动组织、社团管理、企业管理等专业工作。1975年12月考入陕西省长安县文工团，接受形体、舞蹈、音乐、武术、艺术理论的系统训练，至1984年7月，参加过一千多场舞台剧演出，奠定了扎实的艺术实践基础。1983年7月结业于陕西省艺术学校西北导游进修班。1986年毕业于上海戏剧学院戏剧文学系戏剧理论专修班，师从余秋雨。1987年4月，出席首届中国戏曲艺术国际学术讨论会，当选为国家级学术社团首届中国戏曲学会理事。热衷于从事国际文化经济交流活动,现兼任世界文化保护与发展基金会中华区总监、青岛海上嘉年华艺术顾问。

## 作品
1979年9月首次发表作品，出版过300多万字的文艺作品和理论著作。1983年，在中国当时最具权威性、最前卫、最畅销的理论刊物《当代文艺思潮》第四期发表《试论观众学研究之范围》一文，是中国最早倡导建立观众学研究的论文，在全国戏剧界引起了轰动，三十多家报刊转载。1993年研究海南地方文化，第一次提出创建椰文化学，出版专著《海南椰文化学》,编撰出版《椰姿百态》。拍摄过100多部集影视剧，电影剧本《死不回头》由长春电影制片厂拍摄。编导的电视剧《OK 永远的吉它》（上下集）、《热血天歌》（16集）、《椰姿百态》（9集）等多次在中央电视台黄金时间播放。其戏剧美学论文和电视作品多次获奖。

## 社会活动
姜明吾策划和筹办过30多项大型博览会和社会活动，其中一年一度的全国食品饮料博览会连续举办过七届，全国少年儿童心智工程、中国健康工程、中国西藏文化节和海外西藏文化宣传周、海峡两岸经贸文化周、1999米长少年儿童世界和平画卷等活动，产生了极大的社会影响。曾策划举办过不同主题的科技、文化和商业研讨会100多次。